# ستيفن داوسون
ستيفن داوسون (بالإنجليزية: Stephen Dawson)‏ (4 ديسمبر 1985 بدبلن في جمهورية أيرلندا - ) هو لاعب كرة قدم أيرلندي في مركز الوسط. شارك مع منتخب جمهورية أيرلندا تحت 21 سنة لكرة القدم. أما مع النوادي، فقد لعب مع سكونثورب يونايتد وليستر سيتي ونادي بارنسلي ونادي بوري ونادي مانسفيلد تاون ونادي ليتون أورينت ونادي روتشديل.

## وصلات خارجية
- ستيفن داوسون على موقع قاعدة بيانات كرة القدم.إي يو (الإنجليزية)
- ستيفن داوسون على موقع Soccerbase.com (لاعب) (الإنجليزية)